# バゾシュ
バゾシュ （Bazoches）は、フランス、ブルゴーニュ＝フランシュ＝コンテ地域圏、ニエーヴル県のコミューン。

## 地理
バゾシュはモルヴァン地方に属し、モルヴァン地域圏自然公園の一部である。

## 由来
バゾシュは典型的な中世の構成をした言語で、古フランス語で教会を意味するbasocheまたはbazocheを基礎としている。

## 歴史
コミューンは、フランス元帥ヴォーバンが住居としていたバゾシュ城があることで知られている。小さなサンティレール教会は12世紀以来の歴史を持ち、ヴォーバン家の墓がある。

## 人口統計
| 1962年 | 1968年 | 1975年 | 1982年 | 1990年 | 1999年 | 2008年 | 2014年 |
| ------ | ------ | ------ | ------ | ------ | ------ | ------ | ------ |
| 280    | 311    | 283    | 266    | 223    | 197    | 160    | 175    |

参照元:1962年から1999年までは複数コミューンに住所登録をする者の重複分を除いたもの。それ以降は当該コミューンの人口統計によるもの。1999年までEHESS/Cassini、2006年以降INSEE。

## 史跡
- バゾシュ城 - 歴史的記念物
- シャトー・ド・ヴォーバン - 12世紀の古い要塞化された邸宅。バゾシュ城を手に入れた後にヴォーバン元帥が1684年にいとこから購入した。
- サンティレール教会 - 12世紀ゴシック様式、17世紀再建。ヴォーバン元帥一族の墓があり、1808年にナポレオン・ボナパルトの判断によって、元帥の心臓が抜き取られてパリのオテル・デ・ザンヴァリッドに埋葬された。

バゾシュの風景
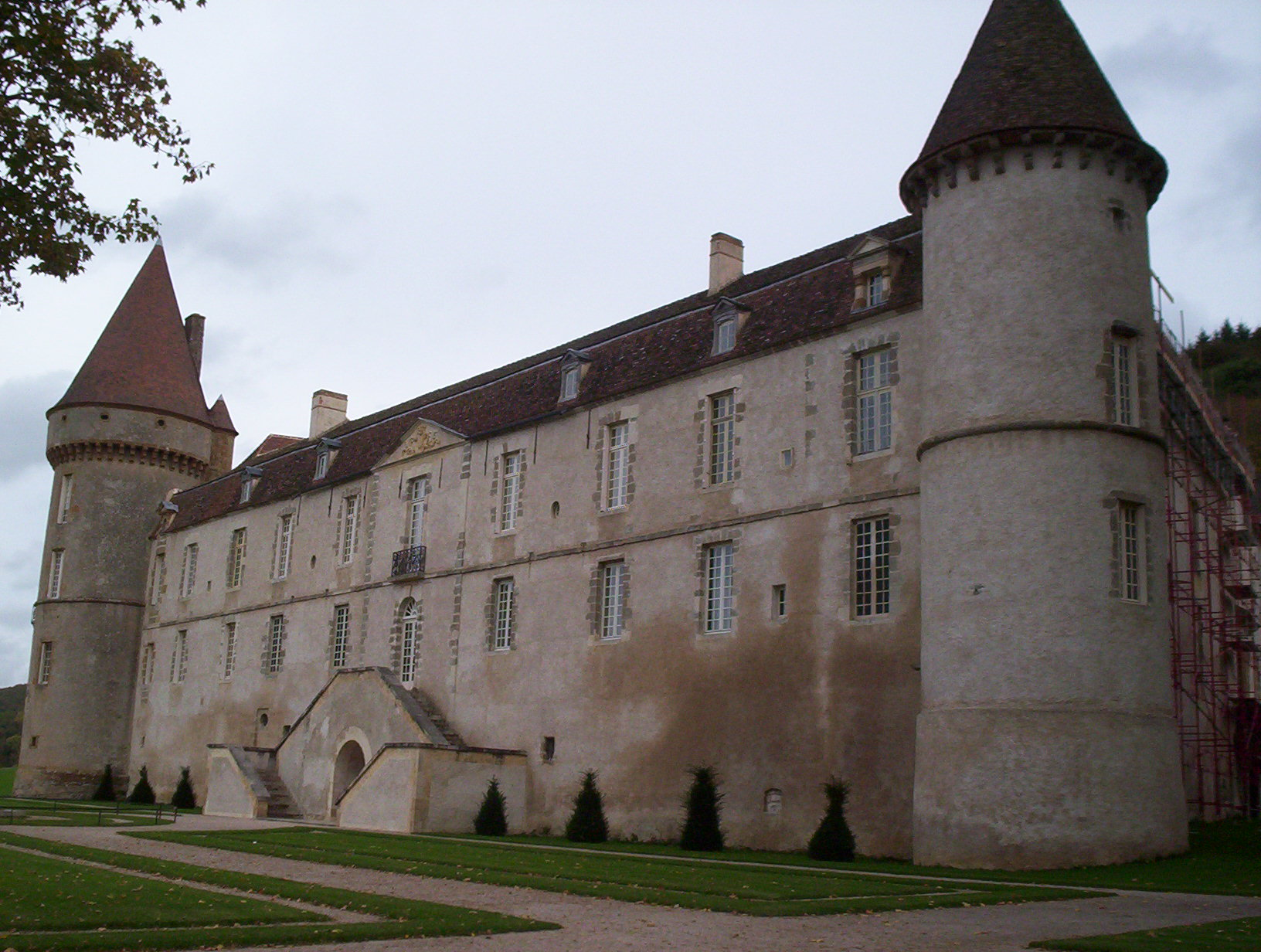
バゾシュ城
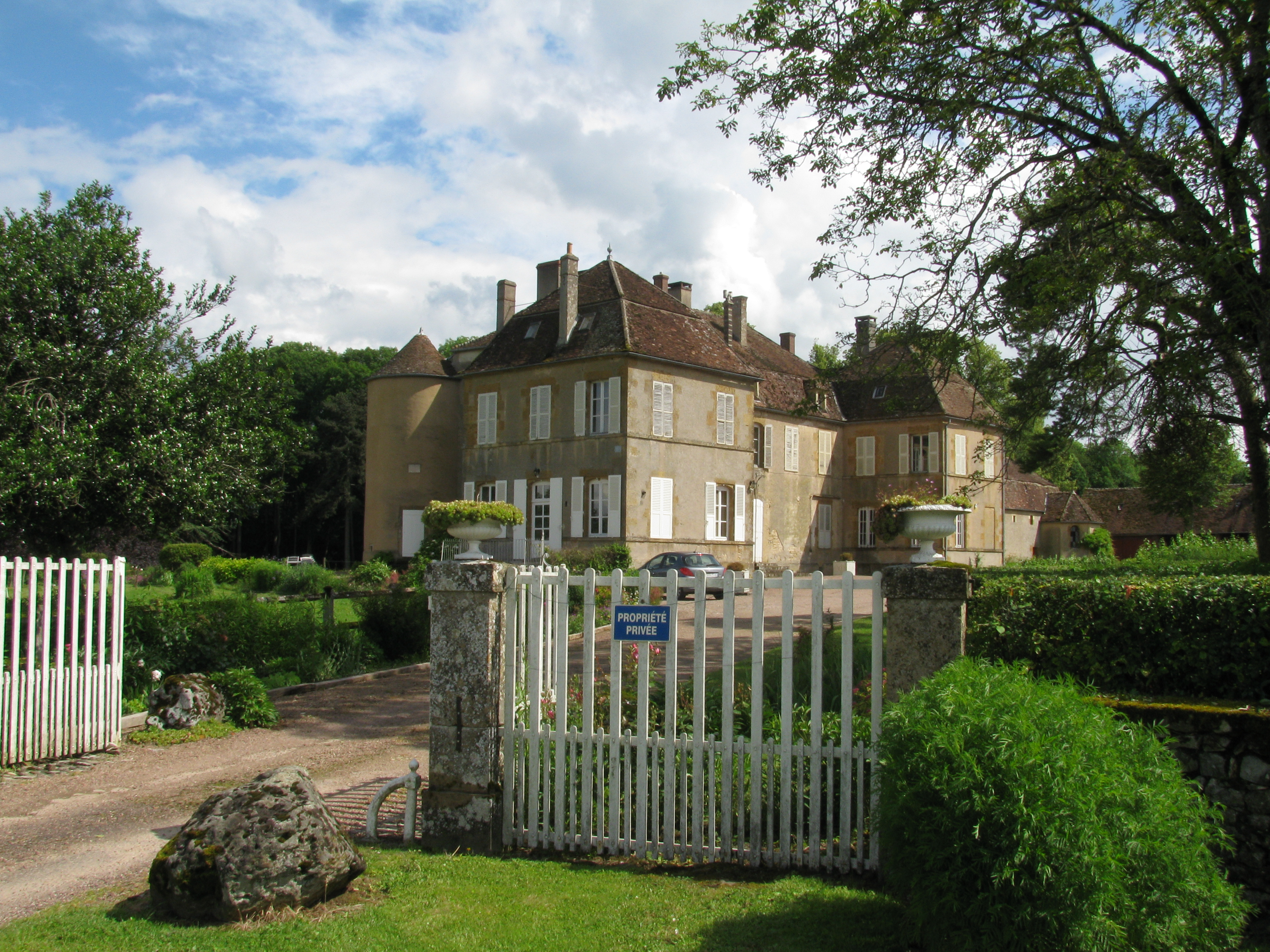
シャトー・ド・ヴォーバン
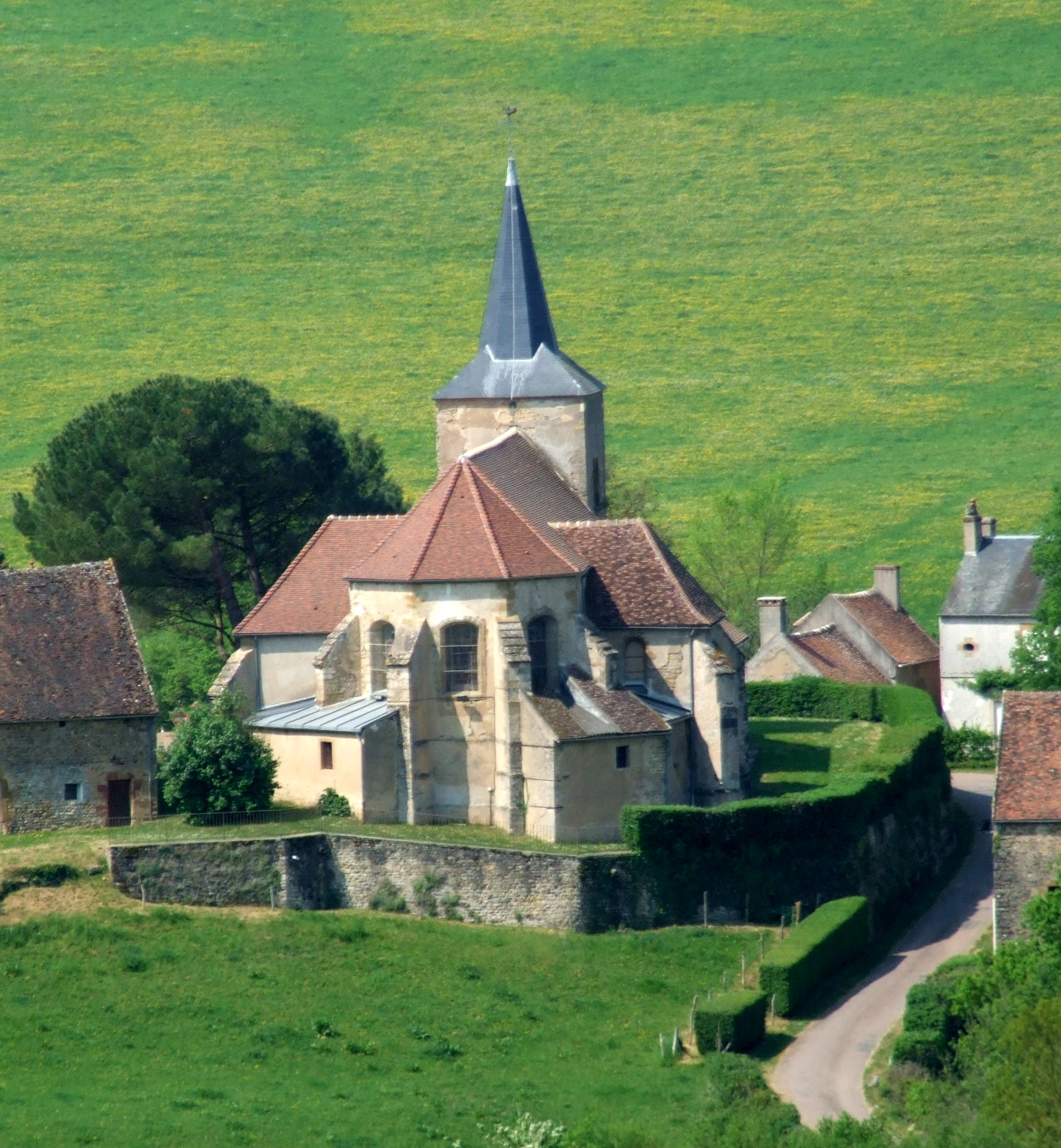
サンティレール教会